# Barbora Šlapetová
Barbora Šlapetová (* 2. května 1973, Ostrava) je česká malířka, fotografka a experimentální filmařka.

## Život a tvorba
Narodila se v rodině Vladimíra Šlapety, historika architektury a pedagoga. Jejím dědečkem a prastrýcem byli architekti Lubomír a Čestmír Šlapetové, její sestra, dvojče Anna Šlapetová, je rovněž architektkou. Její strýc je kameraman Ivan Šlapeta.
V letech 1991–1997 studovala Akademii výtvarných umění v Praze, v roce 1995 na Concordia University v Montrealu a v letech 1999–2000 na DAAD Deutsche Akademische Austauschdienst v Berlíně.
V letech 1997–2022 podnikala spolu se sochařem Lukášem Rittsteinem expedice na Novou Guineu, kde fotografovala , filmovala a kreslila domorodé kmeny. Spolu se vracejí do stejné oblasti kmene Yali Mek zkoumat uměleckými prostředky skok v čase přírodních lidí do 21. století. Během návratů vznikl obsáhlý umělecký materiál v podobě fotografií, experimentálních filmů a kreseb. Jejich kniha z těchto cest Proč je noc černá obdržela v roce 2005 cenu za objev roku Magnesia Litera.
Barbora Šlapetová a Lukáš Rittstein se podíleli na české expozici světové výstavy Expo 2010 v Šanghaji projektem představujícím symbiózu města a přírody.
Dalším příkladem jejich multimediální spolupráce je sochařsko-malířská realizace pavilonu EXPO Milano umístěného ve Vizovicích (2018) s názvem Ptáci ráje.
V letech 2002–2004 vytvořila spolu s Lukášem Rittsteinem a Michalem Gabrielem sochařskou část interiéru Pavilonu Indonéské džungle v pražské ZOO.

### Online petice 2024 a celospolečenská diskuze
Barbora Šlapetová v červnu 2024 vyvěsila online petici za změnu vedení Akademie výtvarných umění, Národní galerie v Praze a komise pro udělování Ceny Jindřicha Chalupeckého. Tu podepsalo devadesát umělců  a více než 2300 dalších lidí.
Petici podepsali například: Stanislav Kolíbal, Jiří Sopko, Martin Rajniš, Liběna Rochová, Theodor Pištěk, David Černý, Jan Svěrák, Anna Geislerová, Josef Pleskot, Jan Hřebejk, Eliška Balzerová, David Vávra, Bára Basiková, Václav Marhoul, Alice Nellis, Jáchym Topol a další.
Petici podepsal i Lukáš Rittstein a jeho otec Michael Rittstein. Právě Michael Rittstein, a další signatáři jako Milan Knížák nebo Stanislav Kolíbal, patřili dříve mezi konzervativní křídlo akademie, které již od přelomu tisíciletí kritizovalo modernější směřování AVU.
Do února 2023 na AVU vyučoval i její manžel Lukáš Rittstein. Lukáš Rittstein vedl na akademii 10 let ateliér Socha 1. Vedení AVU Rittseinovy dalo výpověď za údajné neetické chování ohledně příjimacího řízení. Podle rektorky AVU Marie Topolčanské dostal výpověď za pokus o podvod a ovlivňování přijímacího řízení. Jeho manželka, Barbora Šlapetová, později uvedla, že kauza byla vykonstruovaná vedením školy a mělo jít o osobní mstu za jeho výhrady k fungování systému školy.
Studentská komora Akademického senátu AVU v reakci na petici vydala prohlášení vyjadřující podporu rektorce  Topolčanské. Obsah petice označili za dezinformující a neinformovaný o reálném stavu školy. V reakci na její petici vznikla petice nazvaná Vyjádření kulturních profesionálů, studentů a veřejnosti na podporu Marie Topolčanské ve funkci rektorky AVU v Praze, která rozporovala obvinění z petice Šlapetové. Petici vyvěsil vysokoškolský pedagog Martin Tharp a podepsala ji řada zejména (ale nejen) mladších umělců, kurátorů a teoretiků umění (např. Terezie Nekvindová, Irena Lehkoživová, Vladimír Turner, Jakub Jansa, Jan Šrámek, Oskar Helcel nebo Darina  Alster) a přes 500 dalších.

## Vybrané samostatné výstavy
- 2000 Modrý prosinec. S Lukášem Rittsteinem. Galerie Václava Špály, Praha[1]
- 2000 Agua Army. Galerie Bratří Čapků, Praha[1]
- 2001 Yermolai. Fotografická galerie, Liberec[1]
- 2002 2 × 2. Výstavní síň Mánes, Praha[1]
- 2002 Sochy a fotografie. S Lukášem Rittsteinem. Muzeum v Bruntále – zámek[1]
- 2003 Love Story. Galerie umění Karlovy Vary – 38. mezinárodní filmový festival v Karlových Varech[1]
- 2003 Džungle. Galerie Krauss Erben, Drážďany (Německo)[1]
- 2003 Gabriel–Šlapetová–Rittstein. S Michalem Gabrielem a s Lukášem Rittsteinem. Galerie Tvrdohlaví, Praha[1]
- 2006 Mléko a hlína. S Lukášem Rittsteinem. Slovácké Muzeum, Uherské Hradiště – 32. letní filmový festival[1]
- 2007 Proč je noc černá. S Lukášem Rittsteinem. České centrum, Mnichov (Německo)[1]
- 2009 Manop – Poslední První. S Lukášem Rittsteinem. Centrum současného umění DOX, Praha[1]
- 2009 Přemístění. S Lukášem Rittsteinem. Galerie moderního umění v Roudnici nad Labem[1]
- 2009 Nepřistupuj blíž. S Lukášem Rittsteinem. Galerie města Blanska[1]
- 2010 Symbiosis. EXPO Shanghai. S Lukášem Rittsteinem. Český pavilon v Šanghaji (Čína)[1]
- 2010 Klíčovou dírkou a naopak. Rittstein–Šlapetová–Rittstein. S Lukášem a Michaelem Rittsteinem. Galerie města Plzně[1]
- 2011 Silná barva. S Lukášem Rittsteinem. Masarykova univerzita, Archiv MU, Brno[1]
- 2012 Projekce filmů s přednáškou, v angličtině, v Paul-Desmarais divadle v souvislosti s výstavou Nejprve lesy. Canadian Centre for Architecture CCA, Montréal (Kanada)[1]
- 2013 Proč je noc černá. Tugu Kunstkring Palác, Jakarta (Indonésie)[1]
- 2015 Všechno je jinak. S Lukášem Rittsteinem. Centrum současného umění DOX, Praha[1]
- 2015 Všechno je jinak. S Lukášem Rittsteinem. Galerie UFFO, Trutnov[1]
- 2016 Rittstein–Šlapetová–Rittstein. S Lukášem a Michaelem Rittsteinem. Galerie Miroslava Kubíka, Litomyšl[1]
- 2017 Narozeni jako Astronauti – projekce. Société des Arts Technologiques – SAT Montréal (Kanada)[1]
- 2018 Paralelně spolu – Signal Festival. S Lukášem Rittsteinem. Staroměstské náměstí, Praha[1]
- 2018 Katedrála KOMA Modular z EXPO Milano – Ptáci ráje. S Lukášem Rittsteinem. Vizovice[1]
- 2020 ULTRA-SUPER-NATURAL. S Lukášem Rittsteinem. Centrum současného umění DOX, Praha[1]
- 2020 Narozeni jako Astronauti a Dálnice. S Lukášem Rittsteinem. Hrad Sovinec[1]
- 2023 ULTRA-SUPER-NATURAL. S Lukášem Rittsteinem. České Centrum, Londýn (Velká Británie)[1]
- 2024 Narozeni jako Astronauti a Dálnice. S Lukášem Rittsteinem. Galerie města Trutnova[1]

### Publikace
- ŠLAPETOVÁ, Barbora; RITTSTEIN, Lukáš. Proč je noc černá. Praha: KANT, 2004. ISBN 80-86217-79-5.
- ŠLAPETOVÁ, Barbora; RITTSTEIN, Lukáš. Nepřistupuj blíž. Praha: Knižní klub, 2009. ISBN 978-80-242-2414-5.
- ŠLAPETOVÁ, Barbora; RITTSTEIN, Lukáš. Jak se dotknout Nebe. Universum, 2015. ISBN 978-80-242-4854-7.
- ŠLAPETOVÁ, Barbora; Super. Praha: KANT, 2022. ISBN 9788074373787.
- ŠLAPETOVÁ, Barbora, RITTSTEIN Lukáš. Ultra. Praha: KANT, 2022. ISBN 9788074373770.